# 燕京华侨大学
燕京华侨大学，曾经存在的一所民办大学，位于北京市，创建于1984年，2005年并入首都经济贸易大学，成为首都经济贸易大学华侨学院。

## 相关链接
1. ↑  . 人民日报海外版. 2003-10-20  [2016-03-20]. （原始内容存档于2016-04-01）.
2. ↑  . 证券时报网. 2014-06-18  [2016-03-20]. （原始内容存档于2016-04-01）.